# カルーチェ
カルーチェ号（「エル・カルーチェ」号、El Caleuche、/kaléuče/,）は、南米チリ南部のチロエ神話の幽霊船。「魔法船」（Buque de Arte）などの呼び方もされる。

## 名称
カルーチェはまた「魔法船（ブケ・デ・アルテ）」（Buque de Arte）とも呼ばれる。現地人からはバルコイチェ [仮カナ表記]（Barcoiche）、ガウイテカ [仮カナ表記]（Gauiteca）、サイサ（Saiza）、「エル・マリノ（海のもの）」（El Marino）、あるいは「海の船」（Barco Marino）、「火の船（ブケ・デ・フエゴ）」（Buque de Fuego）などとも呼びならわされている。
「幽霊船（ブケ・ファンタズマ）」（Buque Fantasma）が異名だとされることもあるが、早期の解説ではころは「幽霊船」一般をさす言葉であり、チリ版の幽霊船の遡源と思われるヨーロッパの幽霊船なども含まれる。

### 語源
一説によれば、 "caleuche" は マプチェ語（アラウカノ語） "caleutun/kalewtun「変化する、状態を変える」と "che" 「民衆」の複合語に由来する。異説では、 "calül" 「人体」と che（"民衆"）の複合語とする。
更には17世紀に海で失われたオランダ船 Kalache あるいは El Calanche 号が名前の元になったという仮説がある。（ § 起源説）。

## 伝説
カルーチェ号伝説は、チロエ島およびチロエ諸島の歴史や信仰とむすびついたものであり、島間の海峡を航行する、音楽を奏で、異様な光をはなつ怪しげな船だとされている。
それは海賊船であるとも伝わり、船員はみな魔法使いや悪魔であり、夜にしか目撃されず、明るい光を放つ船だという。その船は、若い女性の誘拐、夜襲、盗賊行為などを行うという。また、他の帆船を協奏曲でおびきよせ、その乗組員を取って捕獲する。一般人がその船に乗ると、一種の恍惚状態におちいり、船の秘密は暴くことが出来ないとされる（プエルト・バラスの伝承）。あるいは、幽霊船の被害者は、たとえささいに関りあっっても、発狂し、顔を後ろにそむけたままになってしまう。
カルーチェ号は、にわかに消えていなくなるることができる。あるいは、他の物体に成りすまし探知を避ける。例えば、木の幹（特に糸杉）に化けて、その姿で上陸もすることも、浮遊したままでいることもある。また船が岩のふりをすることもある。その乗組員もアザラシに変身したり、アシカ、イルカ、海鳥になるともいわれる。この幽霊船の航行速度は非常に速い。気どられずにに船を観測しようとするなら、口を手でおさえなくてはならない、なぜなら人の吐息の匂いを嗅ぎつけるからである。また、幾つかの種類の木の裏に隠れると、カルーチェ号から隠れて拉致を避けられるという。すなわち、いずれも実のなるマキ（maqui；学名：Aristotelia chilensis）、やティーケの木（tique；スペイン名：オリボジョ olivollo；学名：Aextoxicon）が良いとされる。
霧の日など、一定の条件が揃うと、他の船からも探知できるようになるといわれ（異聞では、この光る幽霊船があらわれるときは、霧をまとっているという）、鎖のじゃらつきや、宴会、音楽の音（"フルート、ホルン、ファイフ≈ピッコロ、ドラム"）が聞こえ、堂々とした船の輪郭が現われ、その正体はまがうことなきかの幽霊船とわかる。ある者は、実体のない船で、他の船にむかってそのまますりぬけるというが、またある者は、いいや実体はあると譲らない。
多くの人は、この船の船員は片方の足が、背骨にくっついた者たちで、いわゆるインブンチェ（imbunche、invunche）という怪人と同様なのだと信じている。乗員はこの片足のせいで、ケンケン足で跳んで移動せねばならないともされ、また、上述したように、船の秘密を守らせるため、忘れっぽい阿呆状態に置かれているともいう。 しかし他の人は、この船の乗員は、特別な衣装で着飾り、立派な姿（"長い皮ブーツで華麗に歩き"）などとするが、ただし握手すると手が冷たいという。
魔船ブケ・デ・アルテは、潜水もでき、川や海峡の流れに逆って上ることもできる。ある異聞（バルディビアの伝承）では、潜水式の蒸気船だとされており、勧誘された候補員を載せて、海底にある財宝の都市に連れて行くという。秘密は絶対で、命を懸けて守るらねばならない。
修理が必要な時、この船は渓谷や崖に移動し、夜間に壊れた船体や機具を修復させるという。

### 陽気な商船
死霊や捕虜船員の幽霊船の伝承をよそに、チロエの魔法使いをのせた魔法船が、商品を搭載し交易するというストーリーも存在する。この通商の旅は、三カ月ごとにおこない、いったんは拠点に返り力を貯えるのだという。乗組員でないと、この船には乗れず、「海馬（カバージョ・マリノ）」（caballo marino、13人の魔法使いを背に載せられる伝説の生物）に騎乗もできないが、魔法使いの掟で、船に乗るときはこの「海馬（カバージョ・マリノ）」から乗り込まなければならない。
また、この船のパーティーに招かれたと称する者もあらわれたといわれる。カルーチェ号の乗組員側は、宴会での陸の女性の参加を所望し、商家は物品取引をみかえりに娘らを貸し出すのだという。もし商家がたいして売買取引もしていなそうなのに栄えていると、チロエ住民に「エル・マリノ」号の庇護にある奴ら、と噂をささやかれる。伝承によれば、船と契約した商人は、黒いニワトリをもち、タールを塗った船舶にキリネハ（quilineja、学名：Luzuriaga radicans）という植物の縄を用いるとされる。
異聞では、乗組員は上陸許可の休暇中、友達の家に厄介になったり、あるいは小者の犯罪者に迫り、その自腹でもてなしを要求するという。
ある採集話によれば、チョンチの若者が一艘の細長いチャルパ船の人数を率いて出かけていったが、帰らなかった。その父親は、弔うでもなく、何か知っている如くにやけるばかりだった。おそらく息子がカルーチェ号に入隊したのだと信じていたのだろう。その父親は、その後だんだんと金持ちになった。数夜にわたり男の家のちかくで鎖が下げられる雑音がするのを人々が聞いている：それはカルーチェ号の積み荷が降ろされ、この商人が潤う音に違いなかった。この説話の解説に、理由知れずの成金は、この幽霊船の取引者であると取り沙汰されることに触れている
この幽霊船には、特にお決まりの寄港地があり、それらは旧カストロ県にあったというジカルダック[仮カナ表記]（Llicaldac）やトレン＝トレン（Tren-Tren）、そしてチロエの魔法使い（rey de brujos de Chiloé）の主要洞窟があるというキカヴィ（Quicaví）だといわれる。魔法使い王は船より早い「海馬（カバージョ・マリノ）」に乗る。

### 海棲生物の統計
魔法の船は、チロエの海神ミジャロボが統べ、海を巡り、海のなかに生き生まれいずるすべての生物を追跡調査することを見いじられている。ある伝説によれば、マタオ村のパンチョ・カルフアンテという男が母アシカ（現地では"lobo - 狼"と呼ぶ）の子を狩って奪い、油を絞った。するとカルーチェ号の船員が現れ、罰として男の長男を殺したという。
異聞では、カルーチェ号そのもの娶ったアシカの雌を漁師たちに殺された。漁師らは、テングロ島（海の向こうには内陸のプエルトモント市を望む島）の者どもだった。激怒したカルーチェ号は凶事（カルブコ山の噴火）をもたらし、港町からは美女ぞろいの娘たちを攫っていった。

### 溺死者の楽園
ミジャロボの娘ピンコヤは、溺れた船乗りを集めて回る。まだ息があれば、岸に返すが、死んでいればカルーチェ号に連れてきてその船員として、そこから先、永遠に幸福の新しい人生を暮らさせる。異聞では、単にカルーチェ号が溺死者を回収し、乗組員として拾い上げる。
その最終的目的地はシウダー・デ・ロス・セサレス（「皇帝たちの都」）だともいわれ、これはアンデス山脈のどこかに潜むといわれる、永遠の住民たちが住む空想世界である 。

## 目撃談
この幽霊船を見たという目撃事件が1909年またはそれ以前にみつかる（ただ、船体そのものは見ていない）。チリ海軍のエスカンパヴィーア級通報艦「ウエムル」（Huemul）号の水兵や将校らが目撃、副長アグスティーン・プラット（Agustín Prat）の仔細報告によれば、"二つの白い光（それぞれおよそランタン大）が.. 水面から 1m 以上、浮上していた。船は視線上にはなかった"。その二つの光の棒が合体して、大きな炎の柱となり、時速7–15マイル (11–24 km)の速度で移動していた。
1911年、光る船が通過したという目撃証言が、 「コピアポ」号の警備官とランタン係から得られており、バルパライソ市の港湾局資料館に収められている。その船は"そばを通ると、停止もせず、音も立てず、信号に返答もしなかった"という。

## 起源説
光る船を科学的に説明する仮説は幾つか呈示されている。海上の燐光であるという説、 グローワーム （gusano de luz、蛍の幼虫など）や夜光虫による生物発光だとする説などである。あるいは、なんらかの放電現象かもしれない
また、これが未確認潜水物体に分類すべきだとする者もいる（英名略称は USO だが、スペイン名称はスペイン語: objeto sumergible no identificadoで略はOSNI）、あるいは「未確認浮遊物体」（スペイン語: objeto flotante no identificado、OFNI）だとも。
そうした仮説とあいまって、もとはヨーロッパの幽霊船伝説『フライング・ダッチマン』が元になったという解説も見える。また、実際に起きたとされるあるオランダ船籍の「Kalache」号（あるいは「El Calanche」号）行方不明事件がもとになったという仮説もある。これはフィンセント・ファン・エウフト（Vicent Van Eucht）が船長、1600年代初頭に失踪した。あるいは、チロエ諸島の近海で行われていた密輸貿易の隠れ蓑とするための作り話ともいわれる。

## 大衆文化
アレステア・レナルズのSF小説『Chasm City』（2001年）で世代宇宙船のチリ系乗組員が幽霊船を見つけ、「カルーチェ」号と命名する。
ラウル・ルイス監督の映画『水夫の3クラウン』 （1983年）およびTVシリーズ『Litoral』（2008年）や、ホルヘ・オルギン監督の『Caleuche: The Call of the Sea』（2012年）はいずれもこの伝説に基づいている。

## 命名
カレウチェ谷（カルーチェ谷）は 、冥王星の衛星カロンのカズマ地形（谷）は、この衛星の地形の一つである。太陽系外惑星HD 164604 bもかつてカルーチェという名前がつけられていた
。